# 尚泰集团
尚泰集团成立于1947年，是泰国最大的五家企业集团之一，也是东南亚最大的零售商。旗下产业主要包括在欧亚各国设立及控股的酒店和百货公司。集团创始人郑心平（Tiang Chirathivat）1927年自中国海南移民至泰国曼谷，现集团为家族控股。